# シンジ (アニメポケットモンスター)
シンジは、任天堂のゲームソフト『ポケットモンスター』シリーズを原作とするアニメ『ポケットモンスター』シリーズに登場する架空の人物。声優は古島清孝。

## プロフィール
- 出身地：シンオウ地方・トバリシティ
- 職業：ポケモントレーナー
- 登場時期[1]：DP・DA・MV・PM2
- 主な経歴（ポケモンリーグ編）
  - ホウエンリーグ：会場および順位不明
  - ジョウトリーグ：会場および順位不明
  - ポケモンリーグ：会場および順位不明
  - シンオウリーグ・スズラン大会：ベスト8
- 主な経歴（ポケモンバトル編）
  - ヨスガシティ・ポケモンタッグバトル大会：優勝
- 主な経歴（その他）
  - ポケリンガウインドタウン大会：準優勝

## 各国の日本国外名
- 英語：Paul
- 韓国語：ジンチョル（ハングル：진철）

## 人物
DP2話から登場したポケモントレーナーの少年。一人称は「俺」。身長はサトシとほぼ同じ。鋭い眼元と長めの紫髪が特徴的。
同編におけるキーパーソンであり、サトシの宿敵。歴代のライバルキャラの中でも圧倒的なバトル回数を誇り、その存在感は群を抜いている。
レギュラーキャラクター以外で次回予告を務めた数少ないキャラクター。設定画の段階では、ゲーム『ポケットモンスター 金・銀』のライバルと同じ姿だった。
兄はトバリシティで育て屋を営んでいるレイジ。兄のことは「兄貴」と呼んでいる。
映画『幻影の覇者 ゾロアーク』では、エンディングでディアルガとパルキアの像がある遺跡を訪れるワンシーンが流れた。
DAでもエンディングの一幕に登場し、面識のないルークやシゲルと手を繋いでいた。

### 性格・特徴
クールかつドライな現実主義者。当初は自己中心的かつ非情な立ち回りが目立った。指図されるのが嫌いで、サトシに対して「俺に指図するな!」と言い返すことが多い。
ポケモントレーナーとしての熱意・プライドが非常に高く、ジムバッジを無条件で配布しているナギサジムのことは「あんなジムは認めない」「最低のジムだ」などと酷評している。一方、ジンダイと対戦した際「何のためにポケモンと共に歩むのか?」と問われても何も答えられず、トレーナーとして不完全な面も見受けられた。
実はサトシ以上の卓越した身体能力の持ち主。DP6話で崖から落下した際、木々の枝を飛び移り、無傷で着地するという身の軽さを披露している。
口癖は「使えないな」や「ぬるいな」。ゲットの際は「モンスターボール、アタック!」、戦闘時には「○○、バトルスタンバイ!」と言う。

### バトル・評価
「ポケモンの特性」や「補助技の利点」を駆使した合理的なバトルスタイルが持ち味。
相手ポケモンの特徴・弱点を見抜く洞察力に優れ、咄嗟の対応力も高い。また、対戦相手に合わせて随時手持ちポケモンを入れ替えるなど対策を怠らず、常に完璧な作戦を建てて勝ちに行くなど、勤勉な一面もある。試合ごとに戦術を変える器用さ、相手の戦術を吸収する柔軟さを持ち併せる。
それゆえ、ジムリーダーたちからの評価も高く、シンオウリーグ以前までのサトシとのポケモンバトルでは優位に立っていた。その反面、想定外の戦術を使用し意表を付く相手には苦戦することがあり、レイジにもその点を指摘されている。
シンオウリーグではサトシに敗退したものの、シロナからはサトシと共に「いつかチャンピオンリーグに勝ち上がってくる」と評されている。

### 対人関係
同年代の者に対しては、傲岸不遜な態度で接することが多かった。一方、チャンピオンやジムリーダー、ナナカマド博士など目上の者に対しては敬意を込め、シンオウ・ナウのインタビューにも丁寧に応対している。
サトシ一行とは当初、旅先で顔を合わせるたびに（価値観の違いなどから）衝突・口論になり、中でもヒカリに関しては認識すらせず、終盤まで半ば無視し続けた。一方、タケシには胸の内を明かすこともあり、一定の信頼を置いていた。
本編中、サトシ一行を名前で呼んだことは一度もない。また、他のトレーナーに対しても同様に「お前」と呼ぶ。
ジムリーダーになったばかりのスモモを完敗させた挙句、罵倒してスランプに陥らせたことがあるほか、ノゾミも初対面時にシンジのサトシへの言葉に不快感を見せ衝突している。さらにはシンジに憧れているジュンに対しても当初あしらうような態度で接した。
後述のヒコザルの件以降、シンジにとってもサトシは無視できない気になる存在になっている。それゆえ、自身が求めていたヒコザルの力を覚醒させた際、サトシに対して嫉妬を覚えていた。さらに、サトシがかつてジンダイに勝利したと聞いた時は驚きを隠せなかった。
険悪な関係ながらも度重なるバトル・衝突を経て、サトシとは浅からぬ縁が芽生えていく。中盤以降、サトシの方も徐々に理解を示してき、擁護する描写も見受けられるようになった。
だが、ジンダイ・サトシとのフルバトル後はそのような言動は影を潜めている。「強い奴とバトルしたい」というジュンに「バトルならあいつ（サトシ）とやればいい」と告げるなど、サトシの実力を認めるかのような態度を見せた。また、この時手持ちが調整中としてジュンとのバトルを断りながらも、ロケット団に捕まったピカチュウたちを助ける為にエレブーを繰り出している。また、シンオウリーグではサトシ達の話を素直に聞くようになり、サトシがシンオウリーグを「気合いで乗り越える」といった際、「気合いだけで勝てるほど甘くない」と厳しく指摘している。
シンオウリーグにおけるジュンとの戦いでは、試合前に「お前との試合、楽しみにしている」、勝利後の語らいでは「いいバトルだった」と言うなど、口調こそ変わらないものの、ジンダイ戦までの冷淡な言動からは考えられない態度を見せた。また、「いつか世界最強の座を賭けてバトルしよう」というジュンの言葉にも微かな笑みを浮かべながら承諾した。
リーグでの対戦中には、サトシの「シンジ、凄いよ。だから俺はお前に勝つ」の台詞に「俺もお前に勝つ。勝ってもっと上へ行く」と返し、互いにライバルである事を認めており、自身にとって不完全燃焼であったエレキッド（エレキブル）とピカチュウのバトルを最初のバトルと同じシチュエーションで勝利してみせた。サトシと全ての決着をつけた後には、お互いに確かな絆が芽生えていた。また、キッサキシティのジンダイに再挑戦することをサトシに告げた時、サトシの「頑張れよ」という呼びかけに対して「お前もな」という返答をしている。

### ポケモンに対して
ポケモンを強さのみで判断しており、良い技を覚えていて即戦力になる、またはバトルの才能があると判断した「使えるポケモン」のみを狙うため、ゲットしても技を確認しただけですぐに逃がすこともある。バトルでポケモンをモンスターボールに戻す際に声をかけず、バトルの後でもポケモンを回復させようとしない場合もあったり、タッグバトルでヒコザルに「かえんぐるま」をナエトルごとぶつけさせるなど、パートナーのポケモンの巻き添えを省みない。また、タッグバトル大会で手に入れた「やすらぎのすず」を「俺には必要ない」とサトシに渡すなど、ポケモンとの友好関係を考えることもない。
このようにポケモンを道具のように使う節があり、そういった行動はポケモンとの友好的な関係を重視するサトシたちには強く否定されるが、彼によると育てるポケモンを能力で決めること自体は普通の行動である模様。バトルトレーニングの厳しさに関しても、彼自身はあくまで「ポケモンを甘やかさずに鍛えているだけだ」と考えている。ただし、基本的にポケモン自体を不幸にはせず、彼のポケモンたちもシンジを嫌う態度は見せていない。特にエレキブルとは馬が合う模様であり、他のポケモンもレイジの育て屋に預けられた際に、シンオウリーグでシンジがサトシに負けた事を知ると落ち込んでおり、レイジの励ましに笑顔で応えている。
しかし自分とは全く異なるタイプのトレーナーであるサトシとの出会いと対立、数度のポケモンバトルなどの経験を経て、シンオウリーグに参加する頃にはポケモンに対する態度にある程度の変化が見られるようになった。サトシとのバトルでエレキブルがグライオンを倒した際には「よくやった」、決着後はエレキブルをボールに戻す際に「いいバトルだった」と誉め、さらにサトシとのバトル後にはゴウカザルに対し「強くなったな」と認める発言をしている。ただしサトシへの態度が軟化した後も根本的なバトルスタイルは変化せず、シンオウリーグでは捨て駒戦法でサトシの手持ちを分析している。
トレーナーになりたての頃、兄のレイジがジンダイとのバトルに敗れたのを目の当たりにしており、この敗北をきっかけにレイジがトレーナーを引退したことを許せず、「兄貴のようにはならない」、「兄貴のやり方では駄目なんだ」、「兄貴が成し遂げなかったこと（=ジンダイに勝利すること）をやる」と強く思っており、それが現在の育成方法及びバトルスタイルに繋がっている。ジンダイとのバトルで「ポケモンと共に戦うことより、レイジが敗北したという過去にこだわっている」と指摘されたことで、バトルスタイルや目標そのものは変わらないものの、レイジにこだわる気持ちが解消された。
ヒコザルに対しては力を引き出すためとはいえ、端から見れば虐待同然の扱いをしており、ヒコザルもシンジに怯えた態度を示す場面が見られた。さらに「ポケモンセンターに連れていく」とサトシに言われた時も「勝手にしろ」と言っていた。タッグバトルで活躍できなかったことでヒコザルを逃がすが、その直後にサトシのポケモンとなったことで気になる模様。ヒコザルのトレーナーであった頃に自分はヒコザルの潜在能力を引き出すことができなかった為、後にサトシがゴウカザルの「もうか」を進化へのエネルギーに変えて使いこなしたときは、少し悔しそうな表情を見せていた。ヒコザルがサトシの元で「もうか」を発動させてからは、ヒコザル（ゴウカザル）とのバトルを楽しみにしていた様であり、シンオウリーグでのサトシ戦では戦闘不能になりかけたゴウカザルを挑発し立ち上がらせている。
サトシのピカチュウやナエトルには一目置いた節がある。初めてサトシとバトルしたのはボルテッカーを覚えているピカチュウに興味を持ったからであり、レイジにも「ボルテッカーを覚えたピカチュウ」という話をした模様。また、クロガネジムでサトシのバトルを見学した際には、ナエトルの素早い動きに対して、「俺と（迷いの森で）バトルした時よりスピードが上がっている」と驚きを見せていた。一方でムックル（進化後も含む）はタッグバトルでドダイトスの攻撃の巻き添えにした時、「遅い」と言ったり、ポケリンガで負けた際、「やっと強くなったな」と言っている。また、エイチ湖のフルバトルの際にピカチュウが見せたカウンターシールドを、シンオウリーグで自分のポケモンであるトリトドンにも取り入れた他、ゴウカザルが地中からフレアドライブを起こしたのに驚き、エレキブルにも「かみなり」でフィールドを破壊する戦法を取り入れた。

## 略歴
ポケモントレーナーとなり、最初のポケモンとなったナエトルと共にバトルピラミッドで兄のレイジとジンダイのバトルを見届けた後、ホウエン、ジョウト、カントーのジムを回りポケモンリーグに挑戦したが、未だ優勝経験は無い。
サトシとはマサゴタウン近郊の森で能力の高いムックルを探している最中に出会い、自身のやり方に難色を示すサトシにポケモンバトルを申し込むも、サトシの都合でバトルはしなかった。しかし、ピカチュウがボルテッカーを使えることを知り興味を持ち、その直後にナナカマド研究所の庭でサトシと三対三のバトルをし、引き分ける。
その後、クロガネジム戦やシロナへの挑戦、ヨスガシティのタッグバトル大会などを通じて何度もサトシ達と遭遇するが、その度にヒコザルをはじめとするポケモン達への過酷なトレーニングに関してサトシと議論になり、互いに溝を深めていく。
ジンダイがキッサキシティを訪れた際、「レイジができなかったこと」を達成すべく彼とバトルしたが、ジンダイはレイジに引導を渡した張本人であったこと、事前にサトシがジンダイに勝ったことがあると聞いたことが災いして本来の自分のバトルが、サトシと同じくらい全くできなくなるほど熱くなりすぎてしまい、ジンダイのポケモンを1体も倒せずに完封負けした。
ジンダイとの対戦後、レイジがエイチ湖のほとりでサトシとのフルバトルを行う事を提案し、それを承諾する。そして、フルバトルでは綿密に相手の弱点を狙うという本来のバトルスタイルでサトシに圧勝する。
DP155話時点でサトシよりも先にシンオウのジムバッジを8個ゲットし、シンオウリーグ出場資格を得ている。
シンオウリーグでは3回戦で実力の差を見せ付けてジュンに勝利する。その後の準々決勝戦でサトシと対戦し、激しい接戦を繰り広げた末、僅差で敗北した。試合後はキッサキシティのジンダイに再挑戦することをサトシに告げ、再び旅立った。その際にサトシからの再戦の約束を受け、微かな笑顔を浮かべながら手を挙げて応えている。その後、サトシとタクトの準決勝を観戦する場面が見られる。
PM2では再登場に先行してシゲルが回想する形でシンオウリーグ準決勝での戦いが描かれた。
114話にてオーキド研究所でサトシと再会。「使えない」という口癖や挑発的な態度は相変わらずで初対面のゴウから「怖い」と言われていたが、サトシのことを以前のように敵視・毛嫌いする様子はない。また、エレキブルにピカチュウやサルノリの遊び相手をさせる・バトルを終えたポケモンを労うなどポケモンに対する態度も穏やかになっている。ワールドチャンピオンシップスには「お祭り騒ぎは好きじゃない」という理由で参加していなかったため、サトシからの提案でサトシと野良バトルを行う。交代なしの三対三ルールでギャラドス、ガブリアス、メタグロスを使用。結果として二対一で敗れはしたものの、シンジの目的はワタル、シロナ、ダイゴのエースと同じポケモンを使用することでサトシにマスターズエイトとの戦いを想定したトレーニングを施すことであった。バトル後はゴウカザルに別れを告げ、サトシからの「またバトルしような」という呼びかけに応えつつオーキド研究所を去っていった。オーキド曰くシンジはジムリーダーにならないかと勧誘を受けており、ポケモンに関する知識を身に付けるためにオーキド研究所を訪れたらしい。
マスターズトーナメントが開催されるとトバリシティの自宅でレイジと共に試合を観戦。ダイゴとの試合において、自分との特訓をバトルに活かしているサトシを見て微笑んでいた。

## シンジのポケモン

### エレキブル
エレキッド→エレブー→エレキブル
声 - 三宅健太
登場時期：DP
特性：せいでんき（エレキッド、エレブー時）→でんきエンジン（エレキブル時）
シンジのメインパートナーであり、エース格と言うべきポケモン。回想シーンから後述のテッカニン、ヒコザルをゲットする前から手持ちに加わっていた。
当初からバトルの実力は非常に高く、攻守の均衡が取れたバトルスタイルを持つ。特にヒョウタ戦ではイワークに追い詰められスタミナを消耗したにもかかわらず、強敵ズガイドスに臆する事なく闘い抜き勝利した。「かわらわり」「かみなりパンチ」の一発で相手を打ち倒す攻撃力に加え、「まもる」「ひかりのかべ」で弱点・相性の悪さをカバーする防御力を持ち合わせている。中でも後者の場合、フルバトル時にチーム全体の防御力を向上させ、シンジの勝利に大きく貢献している。また、タケシからは「守りから攻撃に転じるタイミングが早い」と評された。
一方で、エレキッドの頃は、サトシのピカチュウとのバトルでピカチュウの電気を借りて攻撃した上で、「まもる」を使ったにもかかわらず引き分けたため、彼に対しては優勢と言えるほどの実力はまだ無かった。しかし、この雪辱は進化後にシンオウリーグ準々決勝で晴らすことができた。
タッグバトル大会ではピカチュウに対して握手をすると見せかけ、電撃で弾くなどの態度を取っていた。しかし後に協力してギンガ団を追い払ったことがきっかけで、ピカチュウとは友情が芽生えた。受けた恩義は忘れない義理堅い性格であり、その後ピカチュウと再会した時はお互いに挨拶を交わしている。ゴウカザルとも、2匹がエレキッドとヒコザルだった頃から縁がある。ヒコザル（ゴウカザル）に対しては冷たい対応も見られたが、DP163話では互いに笑顔を見せ、シンオウリーグで戦った際には、挑発し立ち上がらせるなど、お互いに認め合っている。シンジのポケモンではあるが、レイジが優秀だと理解しているからなのか、レイジの指示もきちんと聞いている。またピカチュウやポッチャマと喧嘩をしていた時にレイジが駆けつけた際には、珍しく怯えた態度を見せていた。
DP51話のヨスガシティのタッグバトル大会決勝戦でエレブーに進化。ヒコザルと共に、ヒカリのブイゼルとパートナーのコウヘイのヘラクロスを倒した。
ジンダイ戦ではレジロックと対戦し、相性の良い「かわらわり」で攻めて「まもる」でガードしたものの、レジロックの「ストーンエッジ」のパワーで「まもる」を撃破され、「はかいこうせん」を受け倒される。これを見たサトシは「あのエレブーがあんなに簡単に倒されるなんて」と驚きを隠せなかった。
DP132話のサトシとのフルバトルでは「ひかりのかべ」で仲間全員の防御力を上げ、対戦中に進化したモウカザルと激闘を繰り広げ、勝利する。
DP184話のシンオウリーグにてエレキブルに進化した状態で登場。3回戦のジュン戦ではエンペルトと対峙し、ギリギリまで追いつめ勝利する。
準々決勝のサトシ戦でも切り札として登場。「かみなり」を地面に流してフィールドを破壊したり、2本の尻尾で接近したポケモンを捕まえたりと応用に富んだ使い方を披露する。ダメージの蓄積したグライオンとピカチュウを連続で倒し、ピカチュウの「ボルテッカー」を浴びて特性の「でんきエンジン」によって加速した状態でゴウカザルと再び対峙する。パワー・スピードともに互角の状態で善戦し、ついにゴウカザルを倒し、審判がシンジとエレキブルの勝利を宣言しようとした瞬間、それを制止して、「もうか」を発動させパワーアップしたゴウカザルとの最後の決着に臨み、「かみなりパンチ」でゴウカザルの「フレアドライブ」とぶつかり合った末に敗れた。
PM2ではピカチュウと再会した際に互いに笑顔を見せあい、ゴウのサルノリの遊びに付き合うなど友好的な性格となっている。
現在の使用技は「かみなり」、「まもる」、「かわらわり」、「かみなりパンチ」、「ギガインパクト」。進化前は「ひかりのかべ」も使用。

### リングマ
リングマ
声 - 石塚運昇
登場時期：DP
特性：こんじょう
DP6話から登場。元々は迷いの森にいた野生の個体。
サトシたち一行を襲っている最中、偶然出くわしたシンジに急遽ゲットされた。その時点では「まあまあ」という評価だったが、以降は主力級の活躍を見せ、シンジからも重宝されている。当初の評価に反し、非常にタフで凄まじい攻撃力を有している。
DP40話ではヒコザルを盗んで逃走するロケット団に「はかいこうせん」の制裁を与えた。DP51話ではシンジの命令でシンジの他のポケモンとともに、特訓中のヒコザルに容赦なく技を繰り出し、リングマは「きあいだま」で攻撃している。DP81話ではサトシのヒコザルと対決し追い詰めるが、「もうか」以上の炎を出したヒコザルの「かえんぐるま」に倒される。
DP128話のジンダイ戦では、レジアイスと対戦し、「でんじほう」を受けてまひ状態になったところでジンダイがレジアイスを戻し、続けて出てきたレジロックの「ストーンエッジ」を受けて倒される。
DP132話でのサトシとのフルバトルでは凄まじい強さを見せ、サトシのブイゼルとムクホークを倒し、ピカチュウを相手にも特性の「こんじょう」を発動して倒したが、ヒコザルの猛攻に倒れる。なお、ピカチュウが倒された際、彼の強さを知るロケット団一同は「あのリングマ強すぎる」と唖然としていた。
DP184話でのジュンとのバトルでは、ジュンのサワムラーと戦う。序盤は相性から苦戦していたが、「ブレイズキック」を受けてやけど状態になったところで特性の「こんじょう」を発動して逆転勝利する。なお、この前にまきびしのダメージを受け、勝利後にエンペルトのドリルくちばしと弾き返されたきあいだまを受けたが、それでも戦闘不能にならなかった。
準々決勝のサトシ戦では、レイジの育て屋に預けられていた。
使用技は「アームハンマー」、「はかいこうせん」、「ひっかく」、「ひみつのちから」、「きあいだま」、「ビルドアップ」、「きりさく」。

### ドンカラス
ヤミカラス→ドンカラス
声 - 佐藤智恵、西村ちなみ（代役）（ヤミカラス）→阪口大助（ドンカラス）
登場時期：DP
特性：きょううん
DP40話から登場。シンジが旅の途中でゲットした。チャンピオン・シロナのガブリアス戦で三番手として登場。「ゴッドバード」を使って攻撃し、「ギガインパクト」との一騎討ちに敗れるが、シンジの狙いであった「ギガインパクト」を使わせる事には成功している。DP51話ではヒコザルに「シャドーボール」で容赦ない攻撃をした。OPには本編に先駆けて登場しており、サトシのムクバードと対のような位置にいた。
トバリジムに挑戦する直前にはドンカラスに進化しており、ジムリーダー・スモモのアサナンとゴーリキーを「ゴッドバード」の一撃であっさりと倒した。ポケリンガでは特性である「きょううん」を活かし、前回優勝者のカイリューに圧勝するが、決勝戦でサトシのムクホークを追い詰めるも敗れる。シンジにこの敗因を諭された時には、悲しそうな顔をしながら反省していた。
ハヤシガメとはDP100話とDP131話の2度バトルし、いずれも勝利している。後者のフルバトルはドンカラスを出すことでハヤシガメの闘争心を掻き立ててしまい、これによりポケモンの心情を大切にしてしまうサトシが的確な判断をできなくなったために負けてしまった。尚、ポケリンガでサトシのムクホークに破れたことをレイジが聞いたときに驚いていたことから、かなりの強さを持っていることが分かる。
準々決勝のサトシ戦では、レイジの育て屋に預けられていた。
現在の使用技は「くろいきり」、「ゴッドバード」、「あくのはどう」、「つじぎり」、「つばめがえし」。進化前は「シャドーボール」も使用。

### マニューラ
マニューラ
声 - 西村ちなみ
登場時期：DP
DP40話から登場。シンジが旅の途中でゲットした。シロナのガブリアス戦で二番手として登場。相性の良い「ふぶき」で攻撃するもほとんどダメージを与えられず、ガブリアスの「ドラゴンダイブ」を前にひるんで動けなくなり、れいとうビームを放つもかわされてしまい直撃をそのまま「ドラゴンダイブ」の攻撃を受けて倒される。
DP131話でのサトシとのフルバトルではムクホークと対戦し、相手を上回るほどのスピードを見せつけたが、ムクホークの「インファイト」と「ブレイブバード」によって敗れる。
素早さは高いが、シンジの手持ちとしては戦績を残したシーンが描かれてない。
準々決勝のサトシ戦では、レイジの育て屋に預けられていた。
使用技は「ふぶき」、「れいとうビーム」、「こおりのつぶて」、「つるぎのまい」、「メタルクロー」。

### ドダイトス
ナエトル→（ハヤシガメ）→ドダイトス
声 - 石塚運昇
登場時期：DP
DP40話から登場。シンジの最初のポケモンである。ナエトル時代にシンジと共にレイジがジンダイに敗北するのを目の当たりにしている。
シロナのガブリアス戦で四番手として登場。「ギガインパクト」を使って隙ができたガブリアスに「ギガドレイン」を使いダメージをあたえ、「ハードプラント」でとどめを刺そうとしたが通じず、上空から「かわらわり」を受けて倒される。しかし、ガブリアスを跪かせる活躍を見せ、シロナからはよく育てられていると実力を認められていた。
バトルの実力はシンジの手持ちでは最強クラスで、彼を主体に使ってガブリアスを倒そうとするなど、シンジからの信頼は厚い。
ヨスガシティのタッグバトル大会ではサトシのムクバードを無視し、タケシのグレッグルとホノカのカモネギをそれぞれ一撃で倒している。
DP第100話では進化したことでスピードが落ち困惑していたサトシのハヤシガメに、自らが体重と体格を生かしたバトルスタイルを示しており、根は悪くないポケモンであることが分かる。シンジも長い付き合いである彼の心情を理解しているようで、珍しく非難することはなかった。
DP131、132話でのサトシとのフルバトルでは、サトシを驚かせるほどの強さとタフさで、サトシのポケモンたちを圧倒した。特にストーンエッジの軌道を自由に操り逃げるヒコザルを攻撃すると言った凄まじい能力を見せつけた。
準々決勝のサトシ戦では、レイジの育て屋に預けられていた。
使用技は「ハードプラント」、「ギガドレイン」、「リーフストーム」、「はかいこうせん」、「かみくだく」、「ストーンエッジ」。

### ブーバーン
ブーバー→ブーバーン
声 - うえだゆうじ
登場時期：DP
特性：ほのおのからだ
DP66話から登場。逃がしたヒコザルに代わるシンジのほのおタイプのポケモン。スモモとのジム戦ではルカリオ対策として繰り出し、圧勝している。
DP128話ではジンダイとのバトルで最初に出したが、ジンダイの1体目が相性の悪いレジロックなため、バトルせずに引っ込める。レジスチルが出た時に再びブーバーを出すが、弱点の「かえんほうしゃ」もたいしたダメージにはならず、「おにび」を繰り出す前に「アイアンヘッド」をくらって怯んだので、また引っ込める。またレジロックが出た時、最後の1体として出すが、「かえんほうしゃ」を受け流された挙句「でんげきは」で倒される。
DP131話のサトシとのフルバトルでは、ブーバーンに進化して登場。特性の「ほのおのからだ」でピカチュウをやけど状態にし、サトシを驚かせる程のパワーで、ピカチュウと互角以上に戦い、ブイゼルの技も「がんせきふうじ」で防いだ。
DP184話でのジュンとのバトルでは、ジュンのエアームドを「かえんほうしゃ」の一撃で倒した。
使用技は「おにび」、「かえんほうしゃ」、「がんせきふうじ」、「スモッグ」、「ほのおのパンチ」、「ほのおのうず」。

### グライオン
グライオン
声 - うえだゆうじ
登場時期：DP
DP64話から登場。街に迷い込み、森へ帰ることができずに食糧を奪い続けていたグライガーたちの群れのリーダーとして登場した。サトシたちが森に帰そうとするが、その強さに目をつけたシンジにゲットされる。
シンジにゲットされた時「使える」と言わせた程で、かなり高い能力を持っている様子。DP81話ではサトシのグライガーを「ハサミギロチン」の一撃で倒している。DP100話ではブーバーと共に日光浴をしていた。
使用技は「すなあらし」、「シザークロス」、「はたきおとす」、「ハサミギロチン」。

### テッカニン
テッカニン
声 - 小西克幸
登場時期：DP
特性：かそく
DP51話の回想シーンで、シンジがヒコザルに会う前にゲットされる形で初登場。
DP187話で使用される。特性の「かそく」と「こうそくいどう」を使って「れんぞくぎり」で攻撃する撹乱戦法でグライオンを翻弄した。その後、交代で登場したゴウカザルの地中からの「フレアドライブ」のダメージによってスピードが遅くなり、「ギガドレイン」でゴウカザルの体力を吸収している所を見切られ、「マッハパンチ」で倒された。
使用技は「れんぞくぎり」、「ギガドレイン」、「こうそくいどう」。

### ハリテヤマ
ハリテヤマ
声 - 三宅健太
登場時期：DP
DP128話から登場。ジンダイのレジロックと戦い、「ストーンエッジ」をガードしつつ「つっぱり」で攻撃したところを押さえ込まれて「でんげきは」を食らい、その後「はっけい」で攻撃するも避けられ、「きあいパンチ」を受けて敗北する。
使用技は「つっぱり」、「はっけい」。

### ニドキング
ニドキング
声 - 小西克幸
性別：♂
登場時期：DP
DP128話から登場。ジンダイのレジスチルと戦い、相性の良い「だいちのちから」と「にどげり」で攻撃するも耐えきられ、さらに「10まんボルト」で攻撃したが「10まんボルト」を纏った「アイアンヘッド」を受けて敗北する。しかし、ジンダイからは攻撃力の高さを評価されていた。
使用技は「にどげり」、「だいちのちから」、「10まんボルト」。

### ボスゴドラ
コドラ→ボスゴドラ
声 - 阪口大助（コドラ）→三宅健太（ボスゴドラ）
登場時期：DP
特性：いしあたま
DP128話から登場。ジンダイのレジアイスと戦うが、「れいとうビーム」を「てっぺき」でガードしようとしたものの凍り漬けにされ、「でんじほう」を受けて全く攻撃することができず敗北する。
DP186話ではボスゴドラに進化して登場。サトシ戦の先発で登場し、「メタルクロー」や「ラスターカノン」などのパワー系の技や「きんぞくおん」でピカチュウを圧倒した。その後、「すてみタックル」でゴウカザルの「フレアドライブ」とぶつかり合い、ゴウカザルは「フレアドライブ」の反動ダメージを受けたが、ボスゴドラは特性の「いしあたま」で反動ダメージを受けなかった。しかし、「フレアドライブ」の追加効果でやけど状態になり、その後「ラスターカノン」で反撃をする前に「マッハパンチ」の一撃を食らって倒れた。シンジによると、サトシのチーム編成と戦術を見極める為に倒される役を進んで担ったとのこと。
現在の使用技は「ラスターカノン」、「メタルクロー」、「すてみタックル」、「きんぞくおん」。進化前は「てっぺき」も使用。

### トリトドン
トリトドン
声 - 三木眞一郎
登場時期：DP
DP186話から登場。東の海の個体。「だくりゅう」を使う、サトシのポケモンのカウンターシールドを真似た戦法や、「のしかかり」を使って相手に張り付いた状態で上空に「みずのはどう」を打ち上げ、当たる直前に回避すると言った、トリトドン自身の身体能力を生かした戦法でムクホークを追い詰めた。その後、トリトドンの「れいとうビーム」を使ってブイゼルの「アクアジェット」を凍らせた「氷のアクアジェット」を食らい、さらに「れいとうパンチ」を食らって敗れる。上述のボスゴドラと同じく、倒される役を進んで担ったとのこと。
使用技は「のしかかり」、「だくりゅう」、「れいとうビーム」、「みずのはどう」。

### ドラピオン
ドラピオン
声 - 石塚運昇
登場時期：DP
DP186話から登場。サトシ戦ではボスゴドラ、トリトドンに続いて出場する。
「どくびし」による強烈なプレッシャー攻撃に加え、身体機能をフル活用した凄まじい実力を見せつけ、ブイゼル・ムクホークに圧勝。ドダイトスからは「リーフストーム」と「エナジーボール」でダメージを蓄積させられるも、「ロッククライム」で接近してきた隙をついて倒すなど、サトシ戦における中核を担った。
一旦戻された後、グライオン、ゴウカザルにも「どくびし」のダメージを与える。ゴウカザルの地中からの「フレアドライブ」で「どくびし」効果が消滅され、テッカニンとユキメノコが倒された後にグライオン相手に再登場したが、修練を積んだグライオンの戦術を前に追い込まれ、「ほのおのキバ」の追加効果でやけど状態になり、前のバトルでドダイトスから受けたダメージが残っていた事もあり、ついに力尽きた。
ちなみに、シンジの兄・レイジも同じくドラピオンを所持していたが、別個体かは不明。
使用技は「クロスポイズン」、「ミサイルばり」、「どくびし」、「どくどくのキバ」。

### ユキメノコ
ユキメノコ
声 - 雪野五月
性別：♀
登場時期：DP
特性：ゆきがくれ
DP187話から登場。「あられ」を起こし、特性の「ゆきがくれ」を利用してピカチュウを翻弄したが、「アイアンテール」を食らったところで、「あられ」が降り止む。その後「れいとうビーム」でピカチュウを凍らせるが、「ボルテッカー」で突き破られ、「ボルテッカー」を受けて倒される。
使用技は「れいとうビーム」、「こおりのつぶて」、「あられ」。

### ギャラドス
ギャラドス
性別：♂ 
PM2から登場。サトシとの特訓では一番手。ルカリオの「かげぶんしん」を「こおりのキバ」と「はかいこうせん」で撃破し、反動で動けなくなった隙を突かれたところを逆に巻き付いて「こおりのキバ」の連打を浴びせる。「てっていこうせん」で拘束状態から抜け出され、「はかいこうせん」を直撃させるもルカリオが新たに覚えた「バレットパンチ」の連打を受けて敗北。
使用技は「こおりのキバ」、「はかいこうせん」。

### ガブリアス
ガブリアス
声 - うえだゆうじ
性別：♂
PM2から登場。二番手。近距離、遠距離共に隙の無い圧倒的なパワーでカイリューを追い詰める。最後は「りゅうせいぐん」ごと突撃する「カイリューせいぐん」でカイリューが接近戦を仕掛けてくるが「ドラゴンクロー」による一閃で勝利。
使用技は「ドラゴンクロー」、「ストーンエッジ」、「りゅうせいぐん」。

### メタグロス
メタグロス
声 - 三宅健太
PM2から登場。三番手。「こうそくいどう」による翻弄と驚異的なパワーでゲンガーを追い詰めるも、ゲンガーが特訓の成果で新たに覚えた「おにび」でやけどになってからの「シャドーボール」を食らい敗北。
「こうそくいどう」で接近してから「サイコキネシス」を使うという攻撃パターンはダイゴのバトルを想定したもの。
使用技は「こうそくいどう」、「サイコキネシス」、「コメットパンチ」。

### その他
劇中では言及されていないものの、以下のポケモンがレイジの育て屋で確認されている。
- ムクホーク
- マルノーム

### 現在は所有していないポケモン
以下のポケモンたちは「使えない」「俺の望むレベルにはなれない」といった理由で手放しており、ムックル（2体）とオドシシに至っては技を調べただけですぐに逃がしている。

#### ヒコザル
ヒコザル
声 - 林原めぐみ
登場時期：DP
特性：もうか
詳細はサトシのポケモン (ダイヤモンド&パール)#ゴウカザルを参照。

#### ムックル
ムックル
声 - 三木眞一郎
登場時期：DP
三匹ゲットし、そのうち強かった一匹を残し、残り二匹は逃がす。残る一匹もサトシのムックルとバトルし勝利するものの、サトシとのバトル終了後逃がした。
使用技は「つばめがえし」、「かげぶんしん」。

#### オドシシ
オドシシ
声 - 小西克幸
登場時期：DP
迷いの森でゲットするが、レベルが低かったためにすぐに逃がした。
使用技は「さいみんじゅつ」、「たいあたり」。

#### マリルリ
マリルリ
声 - 川上とも子
登場時期：DP
クロガネジムのジムリーダー・ヒョウタと戦った際に一番手で出した。シンジは属性相性だけを考えて出したが、ヒョウタの一番手のイシツブテに「めざめるパワー」から「ころがる」の連携で倒された。その後、ポケモンセンターで偶然出会った少年がマリルリを欲しがっていたため、少年に譲られた。
使用技は「ハイドロポンプ」、「みずでっぽう」。